# The Simple Life (programma televisivo)
The Simple Life è un reality show statunitense andato in onda negli Stati Uniti d'America inizialmente sul network Fox e dalla terza stagione sul canale via cavo E!, diventando uno dei maggiori successi televisivi della Fox.
In Italia il reality viene trasmessa prima su Fox Life, poi in chiaro sul circuito nazionale 7 Gold.

## Sinossi
Le protagoniste del reality sono le ereditiere Nicole Richie, figlia adottiva di Lionel Richie, e Paris Hilton, ereditiera della famosa catena di Hotel Hilton. Le due ragazze si trovano a dover svolgere lavori comuni (nella prima serie) o girare tre stati dell'America senza né soldi contanti, né carte di credito né cellulari e giungere a Beverly Hills. Nella quarta stagione le due ereditiere non appariranno insieme a causa della rottura della loro amicizia avvenuta nel 2005. Dopo la riappacificazione delle due ragazze E! ha deciso di proseguire con una nuova stagione, The Simple Life 5: Goes To Camp, in onda dal 28 maggio 2007 negli Stati Uniti d'America ma attualmente inedita in Italia, mentre la quinta stagione è l'ultima per volere sia delle due ereditiere sia del network.

## Episodi
| Stagione                                 | Episodi | Prima TV originale | Prima TV Italia |
| ---------------------------------------- | ------- | ------------------ | --------------- |
| The Simple Life                          | 8 + 1   | 2003-2004          |                 |
| The Simple Life 2: Road Trip             | 10 + 1  | 2004               |                 |
| The Simple Life 3: Interns               | 16      | 2005               |                 |
| The Simple Life 4: 'Til Death Do Us Part | 10      | 2006               |                 |
| The Simple Life 5: Goes To Camp          | 10      | 2007               | Inedita         |

## Impatto col pubblico
Nonostante le due ereditiere non suscitino molta simpatia verso il pubblico, il reality riesce ad ottenere un grande successo. La prima stagione, partita il 2 dicembre 2003 sul network americano Fox, ha infatti avuto ottimi ascolti (15 milioni di spettatori), diventando così uno dei maggiori successi del canale e battendo anche serie da fandom più grosso come The O.C..
Il successo è stato tale che per tutto l'anno sono state mandate in onda le repliche fino a decidere di produrre una seconda stagione partita in sordina raccogliendo solo 8 milioni di spettatori; questo perché per tutta la durata della stagione, il reality ha avuto una programmazione più che ballerina in quanto dovette rimpiazzare numerose serie flop della Fox, tra cui Tru Calling e Point Pleasant. La seconda stagione fu quindi l'ultima per il network Fox in quanto il canale riteneva gli ascolti troppo bassi.  Il reality però era ormai diventato un piccolo cult tanto che altri numerosi network (come la The WB e UPN fuse ora nella The CW) vollero comprare i diritti della serie. La serie venne invece comprata dal canale via cavo E! che trasmise altre 3 stagioni.
Tra la seconda e la terza stagione ci fu un altro calo di ascolti (una media di 2 milioni di spettatori vide la stagione) dovuti anche al fatto che Fox è un canale generalista mentre E! è un canale via cavo. Il reality venne comunque rinnovato per una nuova stagione. La quarta stagione ebbe ancora un leggero calo, dovuto anche al fatto che il reality prese una piega completamente diversa in quanto le due ereditiere litigarono e non apparvero quindi mai nelle stesse scene. Nonostante tutto, la serie venne rinnovata di nuovo perché Paris Hilton e Nicole Richie tornarono amiche e arrivarono quindi a compromessi. La quinta ed ultima stagione quindi tornò alle basi delle prime ma per volere sia delle ereditiere che del network, la serie si è definitivamente conclusa.